# Sivert Gussiås
Sivert Stenseth Gussiås (Molde, 18 de agosto de 1999) es un futbolista noruego. Juega de delantero y su equipo es el SK Træff de la Segunda División de Noruega.

## Clubes
| Club                 | País        | Año           |
| -------------------- | ----------- | ------------- |
| Molde FK II          | Noruega     | 2016-2019     |
| Strømmen IF (cedido) | Noruega     | 2019          |
| Sandefjord           | Noruega     | 2020-2022     |
| KÍ Klaksvik          | Islas Feroe | 2023          |
| F. K. Panevėžys      | Lituania    | 2024          |
| SK Træff             | Noruega     | 2025-presente |